# Símos Ioannídis (Flórina)
Símos Ioannídis, en grec moderne : Σίμος Ιωαννίδης, auparavant appelé Motesnítsa (Μοτεσνίτσα) jusqu'en 1957, est un village du dème de Flórina, district régional de Flórina, en Macédoine-Occidentale, Grèce. 
Selon le recensement de 2011, la population du village compte 221 habitants.